# Maurren Maggi
Maurren Higa Maggi (sinh ngày 25 tháng 6 năm 1976 tại São Carlos) là một vận động viên track and field người Brasil đoạt huy chương vàng tại thế vận hội Olympic. Cô giữ kỉ lục Nam Mỹ trong thể loại 100 mét vượt rào và nhảy xa, với 12.71 giây và 7.26 mét. Cô cũng đã từng giữ kỷ lục Nam Mỹ với 14.53 mét nhảy ba bước. Cô là người phụ nữ Brasil đầu tiên đoạt huy chương vàng tại thế vận hội Olympic nội dung đơn.

## Các cuộc tranh tài quốc tế

### 100 mét vượt chướng ngại vật
- Universiade 2001 - huy chương bạc
- Giải vô địch Nam Mỹ 2001 - huy chương vàng
- Đại hội Thể thao Liên châu Mỹ 1999 - huy chương bạc
- Giải vô địch Nam Mỹ 1999 - huy chương vàng
- Giải vô địch Nam Mỹ 1997 - huy chương bạc

### Nhảy xa
- Đại hội Thể thao Liên châu Mỹ 2011 - huy chương vàng
- Giải vô địch Nam Mỹ 2011 - huy chương vàng
- Thế vận hội Mùa hè 2008 - huy chương vàng
- Giải vô địch trong nhà thế giới 2008 - huy chương bạc
- Đại hội Thể thao Liên châu Mỹ 2007 - huy chương vàng
- Giải vô địch trong nhà thế giới 2003 - huy chương đồng
- Ibero-American Championships 2002 - huy chương vàng
- IAAF World Cup 2002 - huy chương bạc
- Universiade 2001 - huy chương vàng
- Giải vô địch Nam Mỹ 2001 - huy chương vàng
- Đại hội Thể thao Liên châu Mỹ 1999 - huy chương vàng
- Universiade 1999 - huy chương đồng
- Giải vô địch Nam Mỹ 1999 - huy chương vàng
- Giải vô địch Nam Mỹ 1997 - huy chương vàng